# Гонсалес, Микель
Микель Гонсалес Мартинес (англ. Mikel Gonzalez Martinez; 24 сентября 1985, Мондрагон) — испанский футболист, центральный защитник клуба «АЕК» (Ларнака).

## Биография
Играя в молодёжной команде «Реала Сосьедад», Гонсалес дебютировал в команде басков 17 сентября 2005 года в матче против «Мальорки». Но в этом сезоне ему удалось появиться на поле лишь дважды.
Вскоре он стал в своей команде бесспорным игроком основы. За сезон 2009/10 он появился на поле в 35 играх, а «Сосьедад» вернулся в элиту после трёхлетнего отсутствия. За это время он забил 1 гол в ворота «Вильярреала В». В следующем сезоне он отыграл в 30 матчах. Однако его значимость в команде резко упала после того, как клуб подписал норвежского футболиста Вадима Демидова и Иньиго Мартинеса.

## Достижения
«Реал Сосьедад»
- Сегунда: 2009/10